# Vía Colectora Acceso Norte de Ambato
La Vía Colectora Acceso Norte de Ambato (E493) es una vía secundaria  que conecta  al norte de la ciudad de Ambato con la ruta combinada de la Troncal de la Sierra con la Transversal Central (E35/E30).  Esta vía tiene carácter de autopista de 4 carriles (dos carriles en cada dirección). 
- Datos: Q2838511